# 復刻版
復刻版（繁體有復刻、複刻、覆刻等多种写法），書籍也称複刻本，本意是指已經絕版的書籍之重印再版的版本，前提是取得正式商業授權等 ，再製量產或限量的商品，產品會因為取得授權的廠商製程產生商品優或劣於正品。
现代除书籍之外，影碟、唱片、模型、玩具、电子游戏、手錶、球鞋等行業亦存在类似概念，即是指將曾經生產或發行過、但已絕版或售罄的商品或作品重新生產或發行。

## 书籍
广受好评、读者众多的书籍在库存售罄后，由出版社进行重印再版是常见之商业行为。
对于古代书籍、或是出版社遗失原稿的书籍，则可能需要通过影印、拍照、縮微、掃瞄等技術保存珍稀善本的书頁內容，再進行重印出版。優點是快速且保持原書狀態，缺點是遇到書況不良者（漫渙）則影印效果差。

## 影音游戏
影碟、唱片、电子游戏复刻版（remastered edition），经常指已经发行的作品，经过数位修复后，其发行商将画面效果、音質及清晰度有所提升的修复版（restored version）以CD、蓝光、DVD、數位音訊、流媒体数字视频等格式进行发售。一些電影、電視劇也會經数字修复後，重新在電影院、電視頻道或網路影音等平台上映。当然，亦存在画质没有新的提升、纯粹是为了满足市场需求的再版影碟存在，与绝版书籍之“再版”（reissue）或“重印”（reprint）同理。